# Maximilian Somnitz
Maximilian Somnitz (* 9. Juni 2003 in Berlin) ist ein deutscher Fußballspieler.

## Karriere
Somnitz begann seine Karriere beim BFC Preussen. Zur Saison 2019/20 wechselte er zum 1. FC Union Berlin, bei dem er bis zu den A-Junioren spielte. Im März 2022 stand er gegen den FC Bayern München auch ein einziges Mal im Spieltagskader der Bundesligaprofis, für die er aber nie zum Einsatz kommen sollte.
Zur Saison 2022/23 wechselte Somnitz zum österreichischen Zweitligisten Grazer AK, bei dem er einen bis Juni 2024 laufenden Vertrag erhielt. Sein Debüt in der 2. Liga gab er im Juli 2022, als er am zweiten Spieltag jener Saison gegen den FC Admira Wacker Mödling in der 84. Minute für Markus Rusek eingewechselt wurde. Bis Saisonende kam er zu 17 Zweitligaeinsätzen für die Steirer.
Zur Saison 2023/24 kehrte er nach Deutschland zurück und wechselte leihweise zum Regionalligisten FSV Zwickau. Für Zwickau kam er während der Leihe zu 26 Einsätzen in der Regionalliga Nordost. Im Mai 2024 wurde er von den Sachsen fest verpflichtet und erhielt einen bis 2026 laufenden Vertrag.